# 出口光
出口 光（でぐち ひかる、1955年1月14日 - ）は、京都府亀岡市生まれの日本の実業家、教育者、行動心理学者である。
日本学ユニバーシティ(2020年創立)学長、一般社団法人志教育プロジェクト理事長を務める。
教育立国推進協議会発起人・民間幹事・第四分科会座長。慶應義塾大学心理学三田会会長。裏千家淡交会東京第六西支部副支部長。特定非営利活動法人日本ライフキャリア協会理事長。

## 人物・経歴
出口王仁三郎を曾祖父に持ち、神道家の一族に生まれる。
大学では行動科学を専攻、慶應義塾大学では佐藤方哉らから実験心理学を学ぶ。卒業後、カンザス大学大学院に留学、Donald M. Baerの指導を受け、応用行動分析学の分野でPh.D.を取得する。帰国後、慶應義塾大学、明星大学、放送大学等で教鞭をとり、行動分析学研究誌の編集長をする。株式会社タカキューの代表取締役に就任する。
その後、人が自分の人生を豊かに生きるための「メキキの会」を創設。『日本書紀』に記された5つの心の構成要素をテクノロジー化し「個性認識学」を開発した。
発明家。SNSの基本特許（USPTO6879985）など特許取得70以上。柔道3段。

### 略歴
- 1978年 慶應義塾大学文学部心理学専攻（実験心理学専攻）卒業
- 1984年 カンザス大学大学院人間発達学部（応用行動分析学専攻）博士課程修了、応用行動分析学にて哲学博士（Ph. D.）取得
- 1996年 メキキの会（現 一般社団法人メキキの会）設立。
- 2004年 一般社団法人日本心理カウンセリング協会（現 日本ライフキャリア協会）設立。
- 2015年 一般社団法人志教育プロジェクト設立。
- 2020年 日本学ユニバーシティ（JU）設立。

## 著書

### 単著・編著
- 『行動修正I - 応用行動分析』(第12章, pp.115-125), 小川隆・末永俊郎 編, 「行動科学」-心理学の立場から-, 日本放送出版協会, 1986年, ISBN 4142110411
- 『行動修正II - 教授工学』(第13章, pp.126-133), 小川隆・末永俊郎 編, 「行動科学」-心理学の立場から-, 日本放送出版協会, 1986年, ISBN 9784142110414
- 『行動修正』, 杉本助男・佐藤方哉・河嶋孝 編, 「行動心理ハンドブック」, 培風館, 1989年, ISBN 4563055654
- 『天命の暗号』, 中経出版, 2006年, ISBN 4806125172
- 『天命練習帳』, 秀和システム, 2006年, ISBN 4798014885
- 『中今の言霊学』, サムライタイムズ社, 2021年

### 漫画原作
- 『夢を叶える方法～志の法則～』2018年, 原作・出口光, 脚本・小山高生, 漫画・青野渚, キャラクターデザイン・松本零士, デザイン制作, ISBN 9784991009105

### 共著
- Baer, D. M., & Deguchi, H. (1985), Generalized imitation from a radical-behavioral viewpoint, In S. Reiss & R. R. Bootzin (Eds. ), Theoretical issues in behavior therapy, New York: Academic Press. ISBN 9780125863605
- 出口光 他, 『デザイナー・クリエイターのための著作権マネジメント術』, オンブック, 2007年, ISBN 9784902950557 C0070
- 出口光 他, 『パンドラの箱: 合同歌集』, 笹公人 監修, オンブック, 2009年, ISBN 9784930774354
- 出口光 他, 『希望の河: 合同歌集』, 笹公人 監修, 河出書房, 2011年, ISBN 9784309909257
- 出口光・安生祐治, 『キャリア開発実践帳』, メタ・ブレーン, 2013年, ISBN 9784905239192
- 出口光 他, 『スサノオの海』, 河出書房, 2016年, ISBN 4309921116